# Valouse
Valouse é uma comuna francesa na região administrativa de Auvérnia-Ródano-Alpes, no departamento de Drôme. Estende-se por uma área de 6,33 km². Em 2010 a comuna tinha 37 habitantes (densidade: 5,8 hab./km²).